# Superficies de control de vuelo
Las superficies de control de vuelo de las aeronaves son dispositivos aerodinámicos que permiten al piloto ajustar y controlar la dirección y altitud de vuelo de la aeronave.

Superficies básicas de control y movimiento de aeronaves.

El desarrollo de un conjunto eficaz de superficies de control de vuelo fue un avance fundamental en el desarrollo de aeronaves. Los primeros esfuerzos en el diseño de aviones de ala fija lograron generar suficiente sustentación para despegar el avión, pero una vez en el aire, el avión resultó incontrolable, a menudo con resultados desastrosos. El desarrollo de controles de vuelo eficaces es lo que permitió un vuelo estable.
Este artículo describe las superficies de control utilizadas en una aeronave de ala fija de diseño convencional. Otras configuraciones de aviones de ala fija pueden utilizar diferentes superficies de control, pero los principios básicos permanecen. Los controles (palanca y timón) de los aviones de ala giratoria (helicóptero o autogiro) realizan los mismos movimientos alrededor de los tres ejes de rotación, pero manipulan los controles de vuelo giratorios (disco del rotor principal y disco del rotor de cola) de una manera completamente diferente.
Las superficies de control de vuelo son operadas por sistemas de control de vuelo de aeronaves.
Considerados como una superficie generalizada de control de fluidos, los timones, en particular, son compartidos entre aviones y embarcaciones.

## Desarrollo
A los hermanos Wright se les atribuye el desarrollo de las primeras superficies de control prácticas. Es una parte principal de su patente sobre vuelo. A diferencia de las superficies de control modernas, utilizaban deformación de alas En un intento de eludir la patente de Wright, Glenn Curtiss fabricó superficies de control con bisagras, el mismo tipo de concepto patentado por primera vez unas cuatro décadas antes en el Reino Unido. Las superficies de control con bisagras tienen la ventaja de no causar tensiones que sean un problema de deformación de las alas y son más fáciles de incorporar a las estructuras.

## Superficies de control

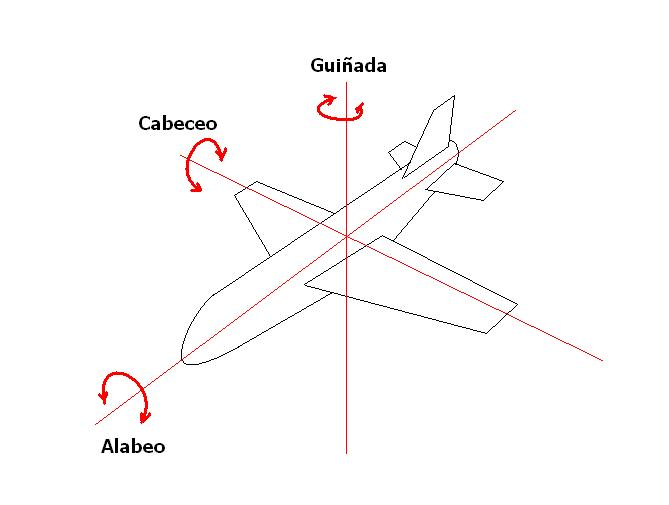
Los tres ejes de rotación principales de una aeronave.

Una aeronave será capaz de realizar 3 giros alrededor de tres ejes perpendiculares entre sí cuyo punto de intersección está situado sobre el centro de gravedad del avión. Estos tres ejes son el eje lateral (o transversal), el longitudinal y el vertical, y las maniobras se llaman cabeceo, alabeo y guiñada.

### Eje de movimiento
Un avión es libre de girar alrededor de tres ejes que son perpendiculares entre sí y se cruzan en su centro de gravedad (CG). Para controlar la posición y la dirección, un piloto debe poder controlar la rotación sobre cada una de ellas.

Rotación alrededor de los tres ejes. "Pitch" es una rotación de nariz arriba/nariz abajo, "Roll" Es una rotación que levanta un ala y baja la otra., "Yaw" la rotación mueve la nariz en dirección izquierda/derecha

Mnemónicos para recordar nombres de ángulos

### Eje transversal

El movimiento de cabeceo es una rotación sobre el eje que pasa por las alas.

El eje lateral o transversal es un eje imaginario que se extiende de punta a punta de las alas del avión. El movimiento que realiza el avión alrededor de este eje se denomina cabeceo.
El piloto, desde la cabina de mando es capaz de modificar la orientación respecto a este eje a través del semitimónes de profundidad o elevadores.
Al tirar de la palanca de mando hacia atrás (hacia el piloto) se produce una elevación del morro del avión, y al empujarla adelante se produce una bajada del morro del avión.

### Eje longitudinal

Movimiento longitudinal producido por los alerones.

El eje longitudinal es un eje imaginario que se extiende desde el morro a la cola del avión. El movimiento que realiza el avión alrededor de este eje se denomina alabeo.
Las superficies de mando del alabeo son los alerones. Al girar el bastón de mando se produce la deflexión diferencial de los alerones: al tiempo que el alerón de una de las alas sube, el alerón de la otra ala baja, siendo el ángulo de deflexión proporcional al grado de giro de los cuernos de mando.
El alerón que se ha flexionado hacia abajo, produce un aumento de sustentación en su ala correspondiente, provocando el ascenso de la misma, mientras que el alerón que es flexionado hacia arriba, produce en su ala una disminución de sustentación, motivando el descenso de la misma.
El piloto, en caso de querer inclinarse hacia la izquierda, giraría cuerno de mando hacia la izquierda, haciendo que el alerón derecho descendiera elevando así el ala derecha, y simultáneamente, el alerón izquierdo se flexionaría hacia arriba produciendo una pérdida de la sustentación en el ala izquierda y por tanto su descenso.

### Eje vertical

La maniobra de guiñada es una rotación sobre el eje vertical intrínseco.

El eje vertical es un eje imaginario que, pasando por el centro de gravedad del avión, es perpendicular a los ejes transversal y longitudinal y está contenido en un plano que pasa por el morro y la cola del aparato y que normalmente divide a este en dos partes simétricas.
El movimiento que realiza el avión alrededor de este eje se denomina guiñada (movimiento del avión respecto del eje imaginario vertical que pasa por el centro de gravedad de la aeronave). La superficie de mando de la guiñada es el timón de cola o timón de dirección.
El control sobre el timón de dirección se realiza mediante los pedales. Para conseguir un movimiento de guiñada hacia la derecha, el piloto presiona el pedal derecho, generando así el giro de la superficie del timón de dirección hacia la derecha. Esto provocará una deflexión del viento relativo (debido a la velocidad de vuelo del avión) hacia este lado, lo que causa una reacción que empuja el plano de deriva del avión hacia la izquierda y, por tratarse de una estructura rígida, el resultado es un giro del morro a la derecha sobre el eje vertical mencionado.
La guiñada puede ocurrir de forma involuntaria en vuelo o en tierra. En vuelo puede ser causada por una ráfaga de viento lateral o por irregularidades aerodinámicas debidas al pilotaje. En casos extremos se puede llegar a la autorrotación, que origina la barrena. La guiñada en tierra puede ser provocada, además de las causas citadas, por diferente resistencia al avance entre una y otra rueda debida a la superficie del terreno o a una frenada irregular que puede provocar una guiñada rápida de 90° o más, con peligro de rotura de un ala, o de la cola en los aviones que apoyan el peso de la misma sobre un patín.
Etimológicamente, hay una acepción náutica del término guiñada', de la que se deriva la acepción aeronáutica. La RAE la define como «desvío de la proa del buque hacia un lado u otro del rumbo a que se navega, producido por mal gobierno de la embarcación, descuido del timonel, gran marejada u otra causa».

Timón de profundidad y timón de dirección en una aeronave.

### Angulo adverso
El angulo adverso es un fenómeno producido en el giro de un vuelo por el cual el alabeo induce una guiñada contraria al sentido del viraje.
Cuando se accionan los alerones, uno sube y otro baja en la punta de cada plano. El ala que sube cambia el perfil del ala produciendo más sustentación (L=1/2·d·V2·CL) elevándose entonces el ala en cuestión, mientras que, por el contrario, en la otra ala, el descenso del alerón genera menos sustentación, y por tanto su descenso, lo que se traduce en la rotación de la aeronave sobre el eje longitudinal.
No debe confundirse con el momento de estabilidad estática, en el cual, cuando la aeronave está produciendo el alabeo, el ala que sube tiene un ángulo de ataque inferior al ala que baja, pero eso solo ocurre durante el movimiento de los alerones. En el momento en que el alabeo finaliza, los ángulos de ataque se igualan. Durante el movimiento de alabeo, se produce un momento de estabilidad por el cual la aeronave intenta evitar el alabeo.
Estas diferencias de sustentación generan también sus diferencias de resistencia inducida que, aplicándose en las zonas externas de las alas, crean un par de fuerzas que tienden a girar el avión sobre el eje vertical en sentido contrario. La explicación es que el ala que sube aumenta su sustentación pero aumenta también el coeficiente de resistencia, lo que le da más resistencia inducida (torbellino de punta de ala), lo cual frena el ala que sube, produciendo la guiñada adversa.
Este fenómeno se contrarrestra con el uso de alerones diferenciales o tipo frise, que, en su deflexión hacia arriba, sobresalen del intradós por su zona delantera, aumentando la resistencia parásita del alerón que baja.

## Superficies de control principales
Las principales superficies de control de un avión de ala fija están unidas a la estructura del avión mediante bisagras o rieles para que puedan moverse y desviar así la corriente de aire que pasa sobre ellas. Esta redirección de la corriente de aire genera una fuerza desequilibrada para girar el avión alrededor del eje asociado.

Superficies de control de vuelo del Boeing 727

### Alerones

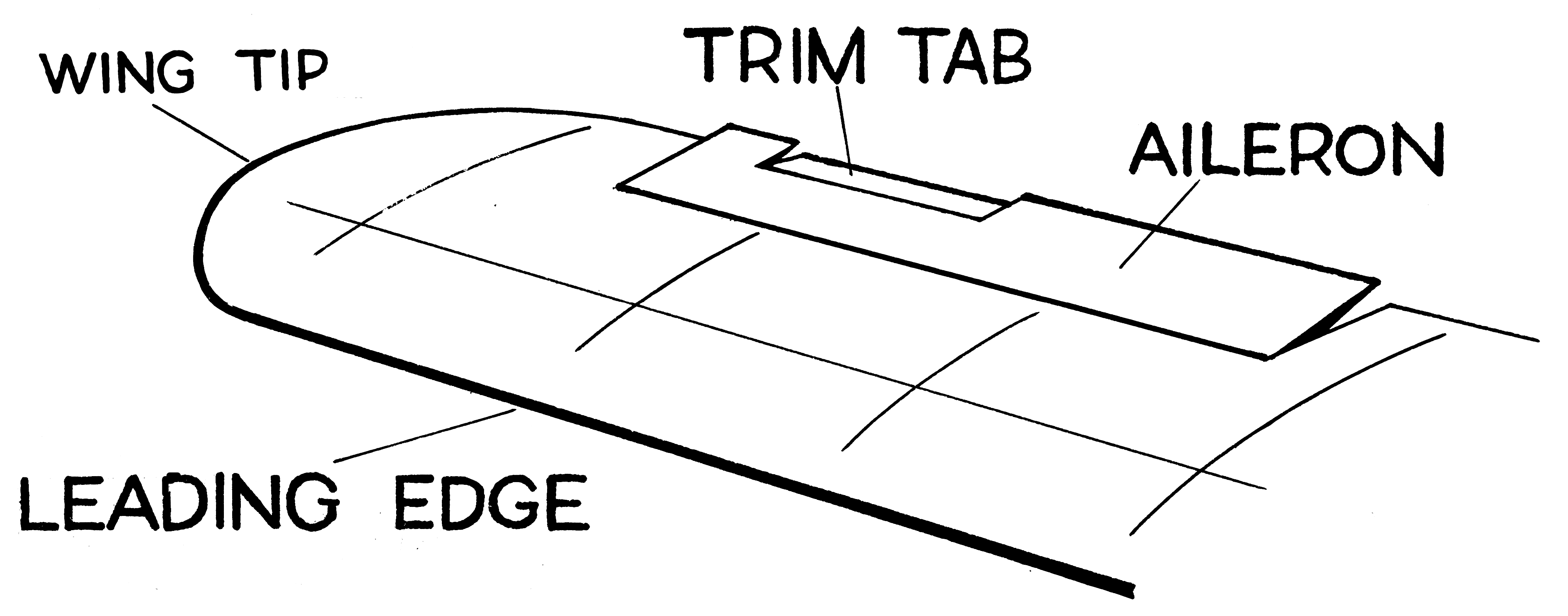
Superficies de un alerón

Los alerones están montados en el borde de salida de cada ala, cerca de las puntas de las alas, y se mueven en direcciones opuestas. Cuando el piloto mueve la palanca hacia la izquierda o gira el volante en el sentido contrario a las agujas del reloj, el alerón izquierdo sube y el alerón derecho baja. Un alerón elevado reduce la sustentación de esa ala y uno bajado aumenta la sustentación, por lo que mover la palanca hacia la izquierda hace que el ala izquierda baje y la derecha se eleve. Esto hace que el avión gire hacia la izquierda y comience a girar hacia la izquierda. Al centrar la palanca, los alerones regresan a neutral manteniendo el ángulo de alabeo. El avión continuará girando hasta que el movimiento opuesto de los alerones devuelva el ángulo de inclinación a cero para volar en línea recta.

### Ascensor o elevador
El elevador es una parte móvil del estabilizador horizontal, articulada a la parte posterior de la parte fija de la cola horizontal. Los ascensores suben y bajan juntos. Cuando el piloto tira de la palanca hacia atrás, los ascensores suben. Empujar la palanca hacia adelante hace que los ascensores bajen. Los elevadores elevados empujan hacia abajo la cola y hacen que el morro se incline hacia arriba. Esto hace que las alas vuelen con un mayor ángulo de ataque, lo que genera más sustentación y más resistencia . Al centrar la palanca, los elevadores regresan a neutral y detiene el cambio de tono. Algunos aviones, como el MD-80, utilizan una pestaña de servo.dentro de la superficie del ascensor para mover aerodinámicamente la superficie principal a su posición. La dirección de desplazamiento de la pestaña de control será así en dirección opuesta a la superficie de control principal. Es por esta razón que la cola del MD-80 parece tener un sistema de elevación "dividido".
En la disposición canard, los elevadores están articulados en la parte trasera de un avión de proa y se mueven en el sentido opuesto; por ejemplo, cuando el piloto tira de la palanca hacia atrás, los elevadores bajan para aumentar la sustentación en la parte delantera y levantan el morro.

### Timón
El timón suele montarse en el borde de salida del estabilizador vertical, que forma parte del empenaje. Cuando el piloto presiona el pedal izquierdo, el timón se desvía hacia la izquierda. Al pisar el pedal derecho, el timón se desvía hacia la derecha. Desviar el timón hacia la derecha empuja la cola hacia la izquierda y hace que la nariz se mueva hacia la derecha. Al centrar los pedales del timón, el timón regresa a neutral y detiene la guiñada.

### Efectos secundarios de los controles
- Alerones: Los alerones controlan principalmente el balanceo. Siempre que aumenta la sustentación, también aumenta la resistencia inducida. Cuando se mueve la palanca hacia la izquierda para hacer rodar el avión hacia la izquierda, el alerón derecho desciende, lo que aumenta la sustentación del ala derecha y, por lo tanto, aumenta la resistencia inducida en el ala derecha. El uso de alerones provoca una guiñada adversa, lo que significa que el morro del avión se guiña en una dirección opuesta a la aplicación de los alerones. Al mover la palanca hacia la izquierda para ladear las alas, la guiñada adversa mueve el morro del avión hacia la derecha . La guiñada adversa es más pronunciada en aviones ligeros con alas largas, como los planeadores. El piloto lo contrarresta con el timón. Alerones diferenciales son alerones que han sido manipulados de tal manera que el alerón que desciende se desvía menos que el que se mueve hacia arriba, lo que reduce la guiñada adversa.

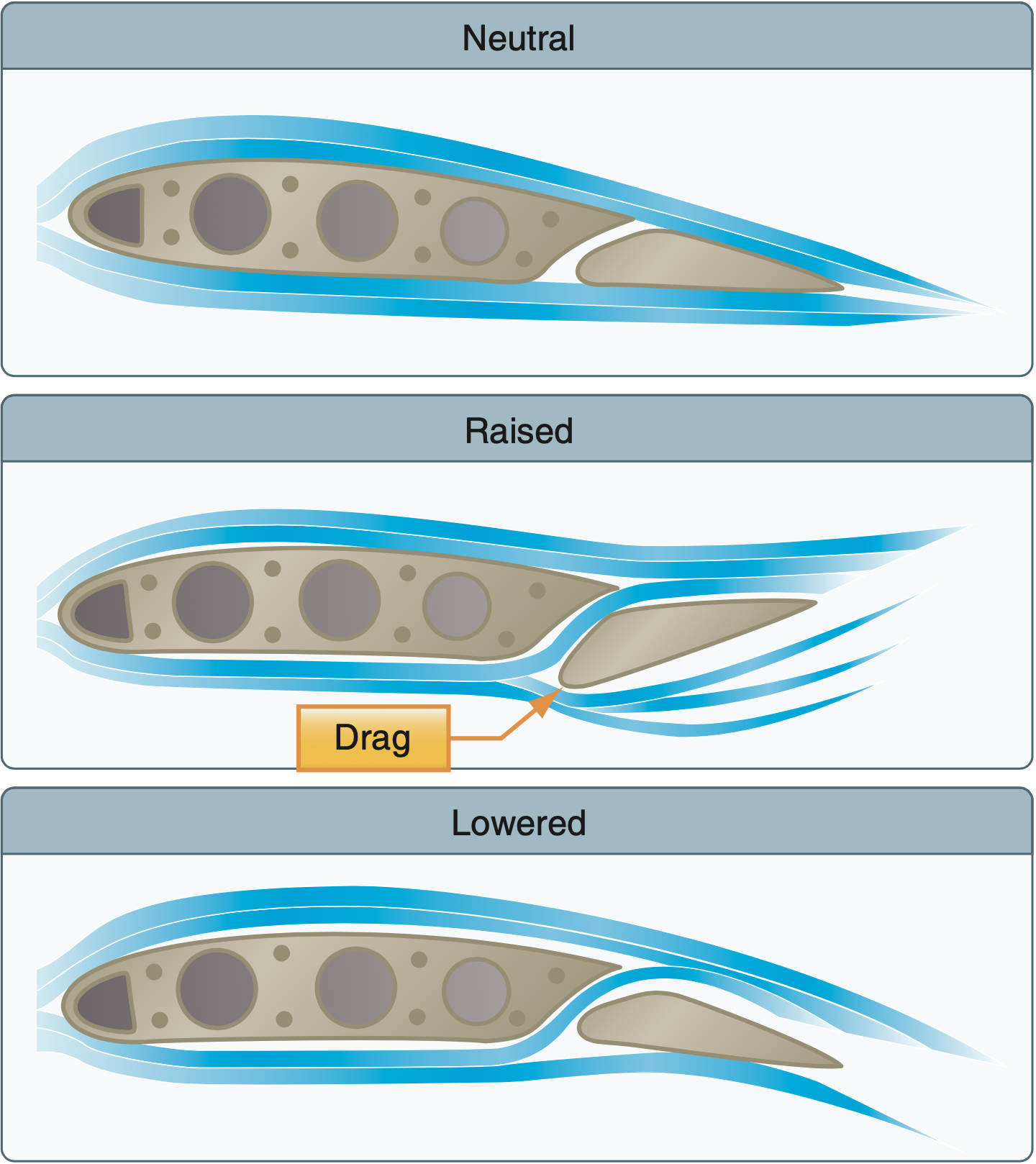
Con un alerón tipo Frise, cuando se aplica presión a la rueda de control o a la palanca de control, el alerón que se eleva gira sobre una bisagra desplazada. Esto proyecta el borde de ataque del alerón..

- Timón: El timón es una superficie de control fundamental que normalmente se controla mediante pedales en lugar de con la palanca. Es el medio principal para controlar la guiñada: la rotación de un avión alrededor de su eje vertical. También se puede recurrir al timón para contrarrestar la orientación adversa producida por las superficies de control de balanceo. Si se aplica el timón continuamente en vuelo nivelado, la aeronave se inclinará inicialmente en la dirección del timón aplicado, el efecto principal del timón. Después de unos segundos, el avión tenderá a ladearse en dirección de guiñada. Esto se debe inicialmente al aumento de la velocidad del ala opuesta a la dirección de guiñada y a la reducción de la velocidad de la otra ala. El ala más rápida genera más sustentación y por lo tanto se eleva, mientras que la otra ala tiende a bajar debido a que genera menos sustentación. La aplicación continua del timón mantiene la tendencia al balanceo porque la aeronave que vuela en ángulo con respecto al flujo de aire, derrapa hacia el ala delantera. Al aplicar timón derecho en un avión con diédrico el ala izquierda tendrá un mayor ángulo de ataque y el ala derecha tendrá un ángulo de ataque menor, lo que resultará en un giro hacia la derecha. Un avión con anédrico mostrará el efecto contrario. Este efecto del timón se usa comúnmente en modelos de aviones donde, si se incluye suficiente diédrico o poliédrico en el diseño del ala, el control de balanceo primario, como los alerones, puede omitirse por completo.

La cola de un Airbus A380, que muestra los ascensores en la parte trasera del estabilizador horizontal

- Giro del avión: A diferencia de girar un barco, cambiar la dirección de un avión normalmente debe hacerse con los alerone en lugar del timón. El timón hace girar la aeronave pero tiene poco efecto en su dirección de viaje. En los aviones, el cambio de dirección es causado por la componente horizontal de la sustentación, que actúa sobre las alas. El piloto inclina la fuerza de sustentación, que es perpendicular a las alas, en la dirección del giro previsto haciendo girar el avión hacia el giro. A medida que aumenta el ángulo de inclinación, la fuerza de elevación se puede dividir en dos componentes: uno que actúa verticalmente y otro que actúa horizontalmente. Si la sustentación total se mantiene constante, la componente vertical de la sustentación disminuirá. Como el peso del avión no cambia, esto provocaría que el avión descienda si no se contrarresta. Para mantener un vuelo nivelado se requiere una mayor elevación positiva (arriba) para aumentar el ángulo de ataque, aumentar la sustentación total generada y mantener el componente vertical de la sustentación igual al peso de la aeronave. Esto no puede continuar indefinidamente. El factor de carga total requerido para mantener el vuelo nivelado está directamente relacionado con el ángulo de inclinación. Esto significa que para una velocidad dada, el vuelo nivelado sólo puede mantenerse hasta un determinado ángulo de inclinación. Más allá de este ángulo de inclinación, el avión sufrirá una pérdida acelerada. si el piloto intenta generar suficiente sustentación para mantener el vuelo nivelado.

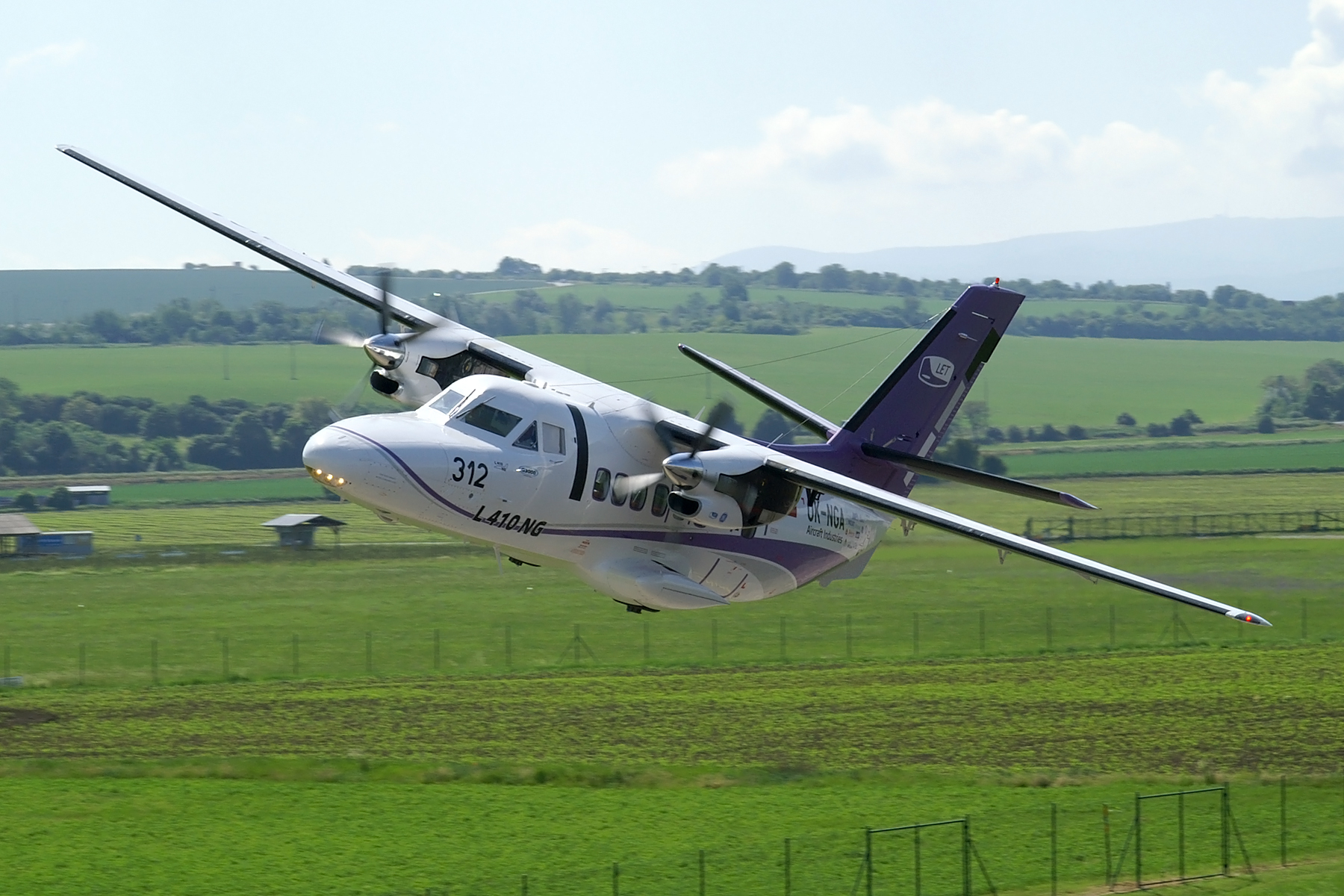
Un Turbolet L-410 girando

### Superficies de control principales alternativas
Algunas configuraciones de aeronaves tienen controles primarios no estándar. Por ejemplo, en lugar de elevadores en la parte trasera de los estabilizadores, todo el plano de cola puede cambiar de ángulo. Algunos aviones tienen una cola en forma de V, y las partes móviles en la parte trasera combinan las funciones de elevador y timón. Los aviones de ala delta pueden tener "elevones" en la parte posterior del ala, que combinan las funciones de elevadores y alerones.

## Superficies de control secundarias

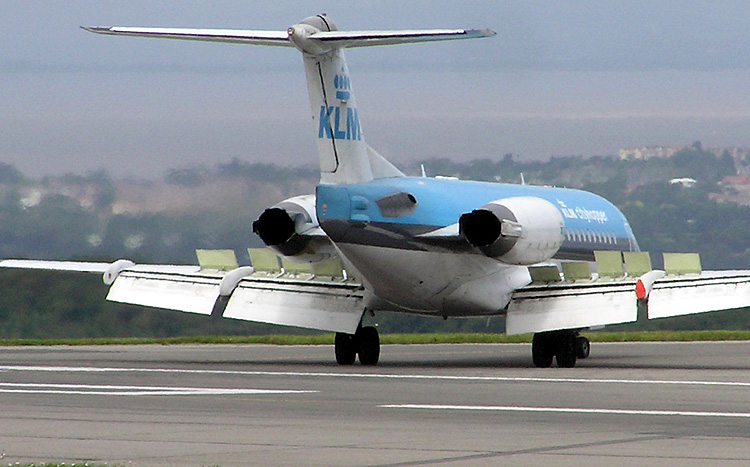
Un Fokker 70 de KLM, que muestra la posición de los controles de vuelo de flaps y liftdumber que son paneles en la superficie superior del ala (en esta imagen hay cinco en el ala derecha). Los flaps son las grandes superficies caídas en el borde de salida del ala.

### Spoilers

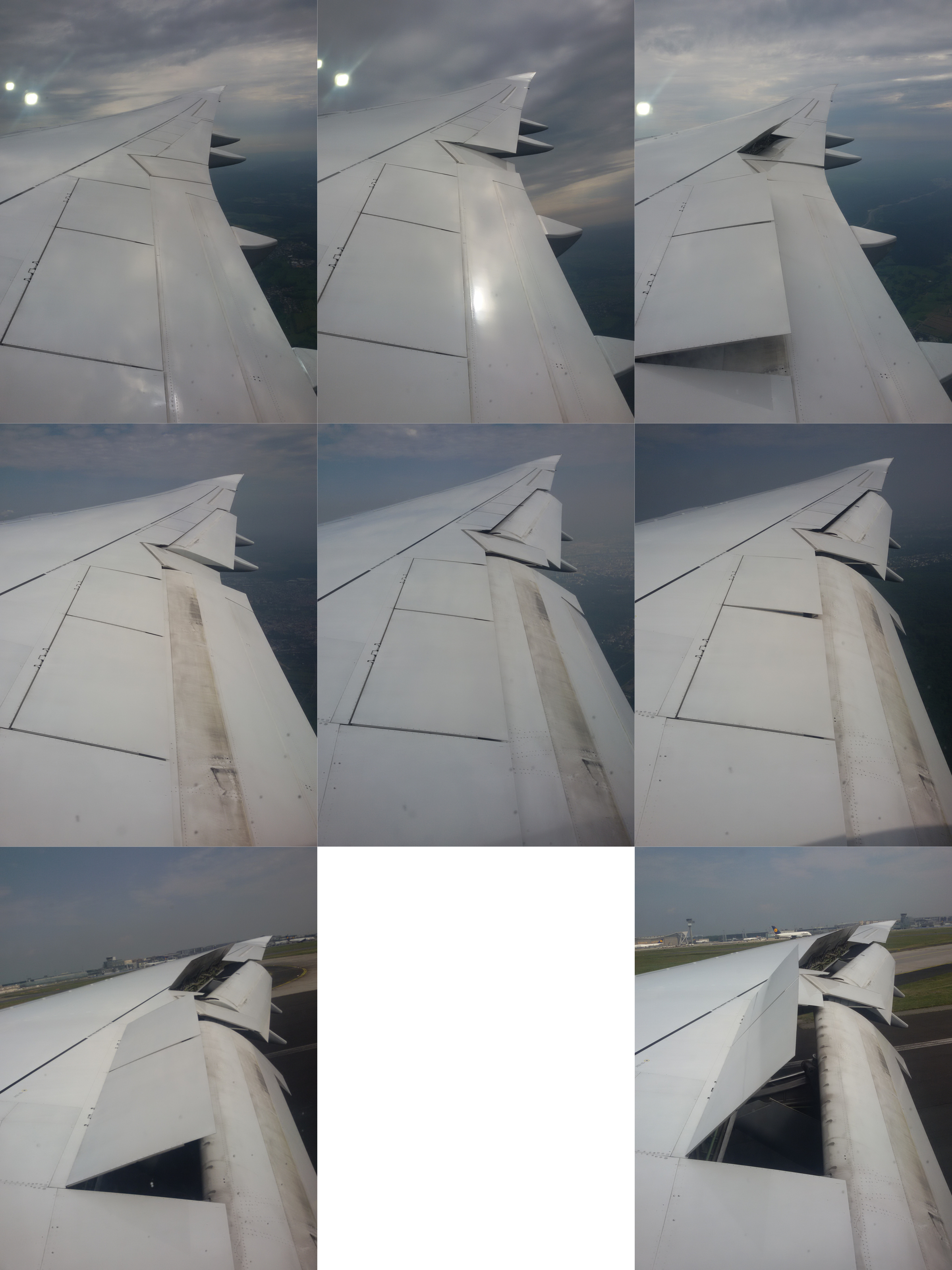
Superficies de control de vuelo del borde de salida del ala de un Boeing 747-8. Arriba a la izquierda: Todas las superficies en posición neutral; Centro superior: derecha están los alerones se baja; Arriba a la derecha: Spoilers planteados durante el vuelo; Fila central: flaps Fowler extendidos (izquierda), extendidos más (centro), con bisagras y parte ranurada interior con bisagras aún más (derecha); Fila inferior: spoilers levantados durante el aterrizaje

En aviones de baja resistencia, como los planeadores, se utilizan spoilers para interrumpir el flujo de aire sobre el ala y reducir en gran medida la sustentación. Esto permite al piloto de un planeador perder altitud sin ganar velocidad excesiva. A los spoilers a veces se les llama "lift dumpers". Los spoilers que se pueden utilizar de forma asimétrica se denominan spoilerons y pueden afectar el balanceo de un avión.

### Flaps
Los flaps están montados en el borde de salida de la sección interior de cada ala (cerca de las raíces de las alas). Se desvían hacia abajo para aumentar la curvatura efectiva del ala. Los flaps aumentan el coeficiente de sustentación máximo del avión y, por tanto, reducen su velocidad.  Se utilizan durante el vuelo de ataque a baja velocidad y alto ángulo, incluido el despegue y el descenso para el aterrizaje. Algunos aviones están equipados con "flaperones", que se denominan más comúnmente "alerones internos". Estos dispositivos funcionan principalmente como alerones, pero en algunos aviones se "inclinarán" cuando se desplieguen los flaps, actuando así como flap y alerón interior de control de balanceo.

### Slats
Los Slats, también conocidos como dispositivos de borde de ataque, son extensiones en la parte delantera de un ala para aumentar la sustentación y están destinados a reducir la velocidad de pérdida alterando el flujo de aire sobre el ala. Los Slats pueden ser fijos o retráctiles: las lamas fijas (por ejemplo, como en el Fieseler Fi 156 Storch) ofrecen excelentes capacidades de velocidad lenta y STOL, pero comprometen el rendimiento a mayor velocidad. Los slats retráctiles, como se ven en la mayoría de los aviones de pasajeros, proporcionan una velocidad de pérdida reducida para el despegue y el aterrizaje, pero se retraen para el crucero.

### Frenos aerodinámicos

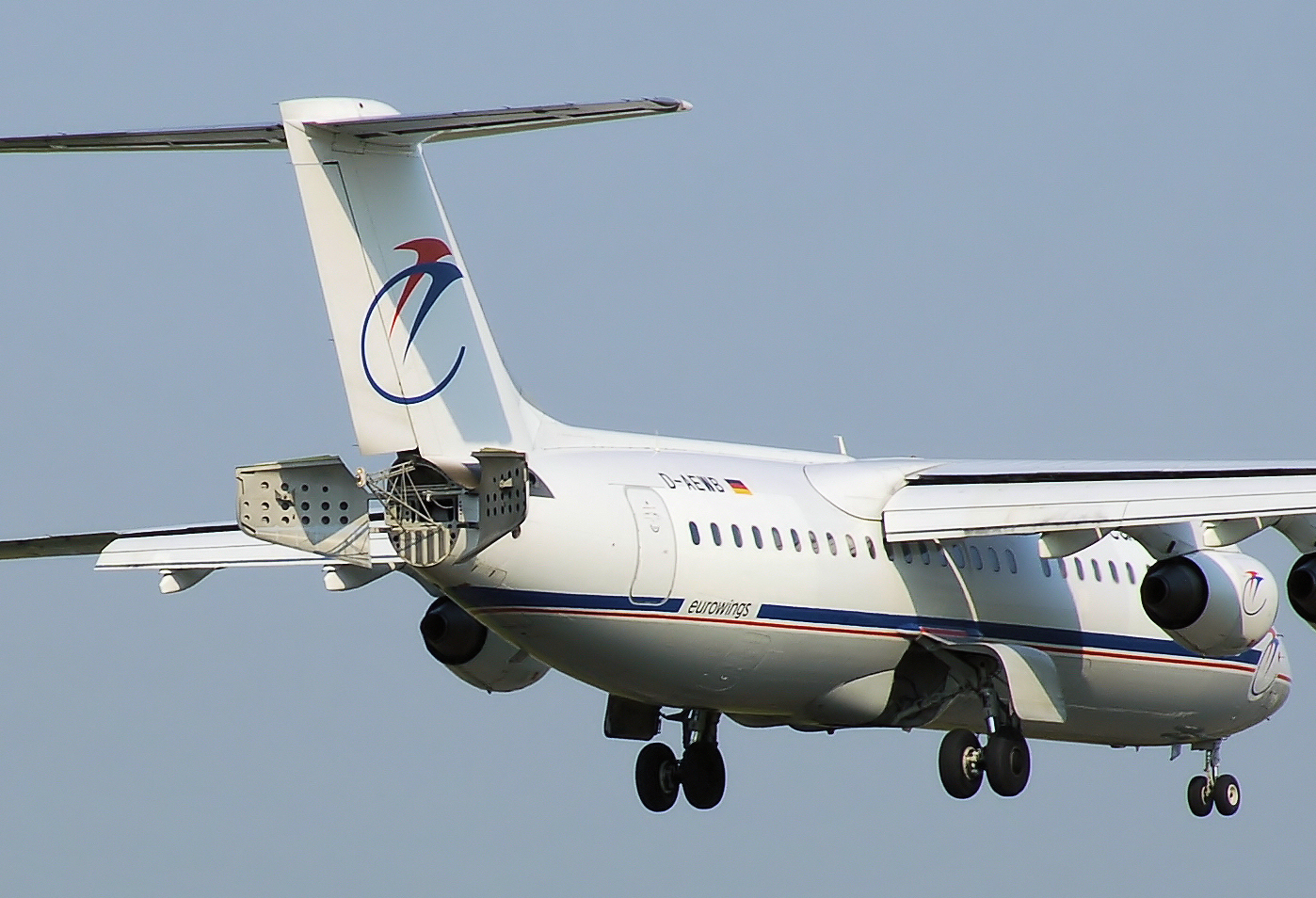
Frenos de aire en el fuselaje trasero de un BAe 146-300 de Eurowings

Los frenos de aire se utilizan para aumentar la resistencia. Los spoilers pueden actuar como frenos de aire, pero no son frenos de aire en realidad, ya que también funcionan como elevadores o, en algunos casos, como superficies de control de balanceo. Los frenos de aire suelen ser superficies que se desvían hacia afuera desde el fuselaje (en la mayoría de los casos simétricamente en lados opuestos) hacia la corriente de aire para aumentar la resistencia aerodinámica. Como en la mayoría de los casos están ubicados en otra parte del avión, no afectan directamente a la sustentación generada por el ala. Su objetivo es reducir la velocidad del avión. Son particularmente útiles cuando se requiere una alta tasa de descenso. Son comunes en aviones militares de alto rendimiento, así como en aviones civiles, especialmente aquellos que carecen de capacidad de empuje inverso.

## Control de Superficies de recorte
Los controles de trimado permiten al piloto equilibrar la sustentación y la resistencia producidas por las alas y las superficies de control en un amplio rango de carga y velocidad. Esto reduce el esfuerzo requerido para ajustar o mantener una actitud de vuelo deseada.

### Ajuste del elevador
El ajuste del elevador equilibra la fuerza de control necesaria para mantener la fuerza aerodinámica correcta en la cola para equilibrar la aeronave. Al realizar ciertos ejercicios de vuelo, podría ser necesario realizar muchos ajustes para mantener el ángulo de ataque deseado. Esto se aplica principalmente a vuelos lentos, donde se requiere una actitud de morro arriba, lo que a su vez requiere mucho ajuste y hace que el plano de cola ejerza una fuerte carga aerodinámica. El ajuste del elevador está correlacionado con la velocidad del flujo de aire sobre la cola, por lo que los cambios de velocidad del avión requieren un nuevo ajuste. Un parámetro de diseño importante para las aeronaves es la estabilidad de la aeronave cuando se ajusta para un vuelo nivelado. Cualquier perturbación como ráfagas o turbulencias se amortiguará en un corto período de tiempo y la aeronave volverá a su velocidad aerodinámica nivelada y recortada.

### Compensar plano de cola
Excepto en el caso de aviones muy ligeros, las aletas compensadoras de los elevadores no pueden proporcionar la fuerza y el rango de movimiento deseados. Para proporcionar la fuerza de ajuste adecuada, todo el plano de cola horizontal se hace ajustable en inclinación. Esto permite al piloto seleccionar exactamente la cantidad correcta de sustentación positiva o negativa del plano de cola mientras reduce la resistencia de los elevadores.

### Horn de control

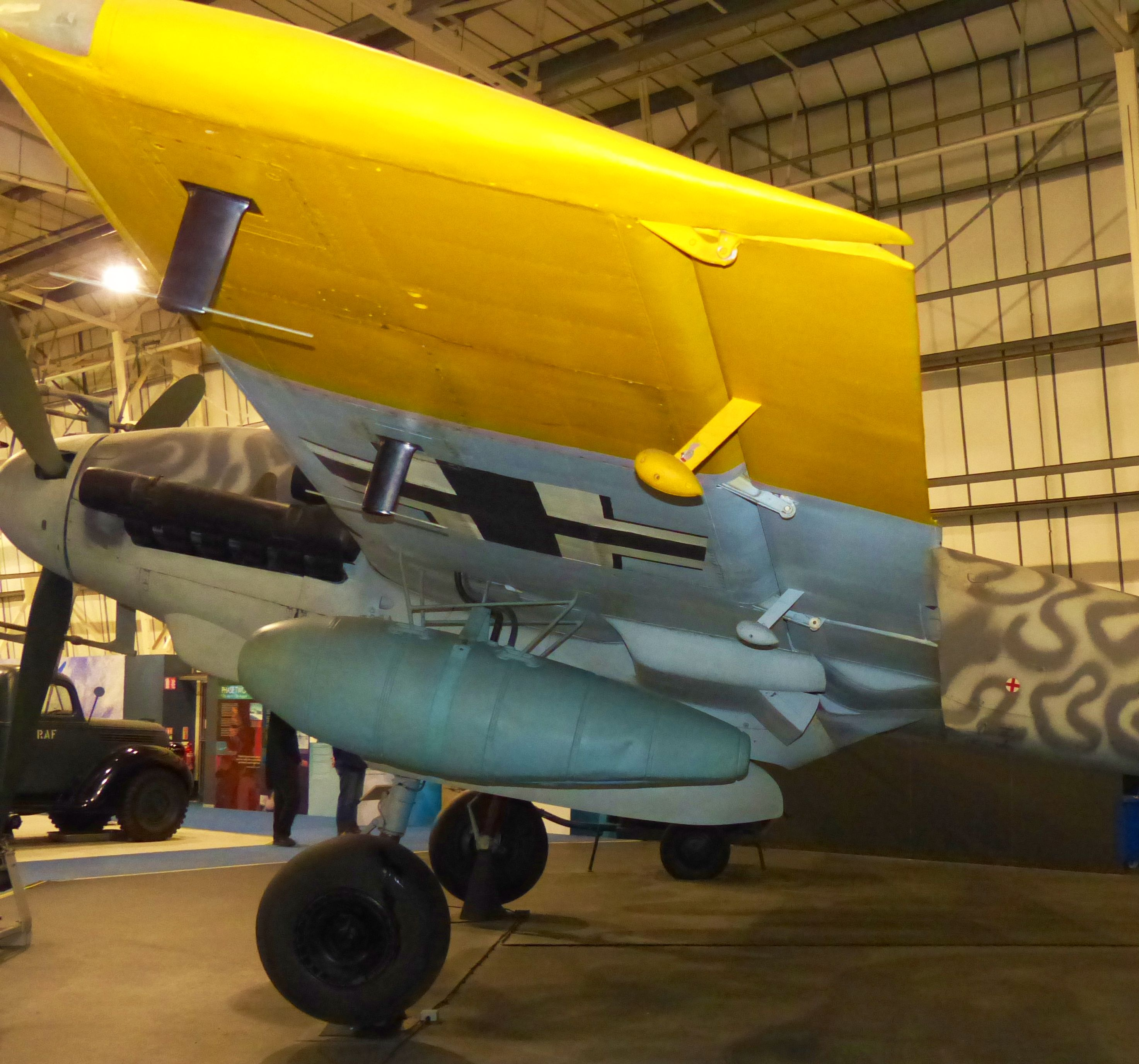
Balance de masa que sobresale de un alerón utilizado para suprimir el aleteo

Una horn de control es una sección de la superficie de control que sobresale del punto de pivote. Genera una fuerza que tiende a aumentar la deflexión de la superficie, reduciendo así la presión de control experimentada por el piloto. Las bocinas de control también pueden incorporar un contrapeso que ayuda a equilibrar el control y evitar que se agite en la corriente de aire. Algunos diseños cuentan con pesos anti-aleteo separados.
(En los modelos de aviones controlados por radio, el término "Horn de control" tiene un significado diferente).

### Spring trim
En la disposición más simple, el recorte se realiza mediante un resorte mecánico (o bungee) que agrega la fuerza adecuada para aumentar la entrada de control del piloto. El resorte generalmente está conectado a una palanca de compensación del elevador para permitir que el piloto ajuste la fuerza del resorte aplicada.

### Ajuste de timón y alerones
La mayoría de los aviones de ala fija tienen una superficie de control de trimado en el elevador, pero los aviones más grandes también tienen un control de trimado para el timón, y otro para los alerones. El ajuste del timón sirve para contrarrestar cualquier empuje asimétrico de los motores. El ajuste de los alerones tiene como objetivo contrarrestar los efectos del desplazamiento del centro de gravedad respecto de la línea central del avión. Esto puede deberse a que el combustible o un elemento de carga útil se carga más en un lado de la aeronave que en el otro, como cuando un tanque de combustible tiene más combustible que el otro.